# Église de la Transfiguration de Cressé
L'église de la Transfiguration est une église située à Cressé, dans le département français de la Charente-Maritime en région Nouvelle-Aquitaine.

## Historique
Cette église romane a beaucoup souffert et a subi de nombreuses remises en état à partir d’une bâtisse initiale datant du XIIe siècle voire du XIe siècle.
L'église est classée au titre des monuments historiques par arrêté du 4 septembre 1913.

## Architecture

### Extérieur
Le clocher, tour carrée à toit presque plat, est couvert d'une coupole sur trompes. La nef a été pratiquement entièrement reconstruite. La façade, moderne, s'élève sur les bases de fortes colonnes romanes.

## Galerie

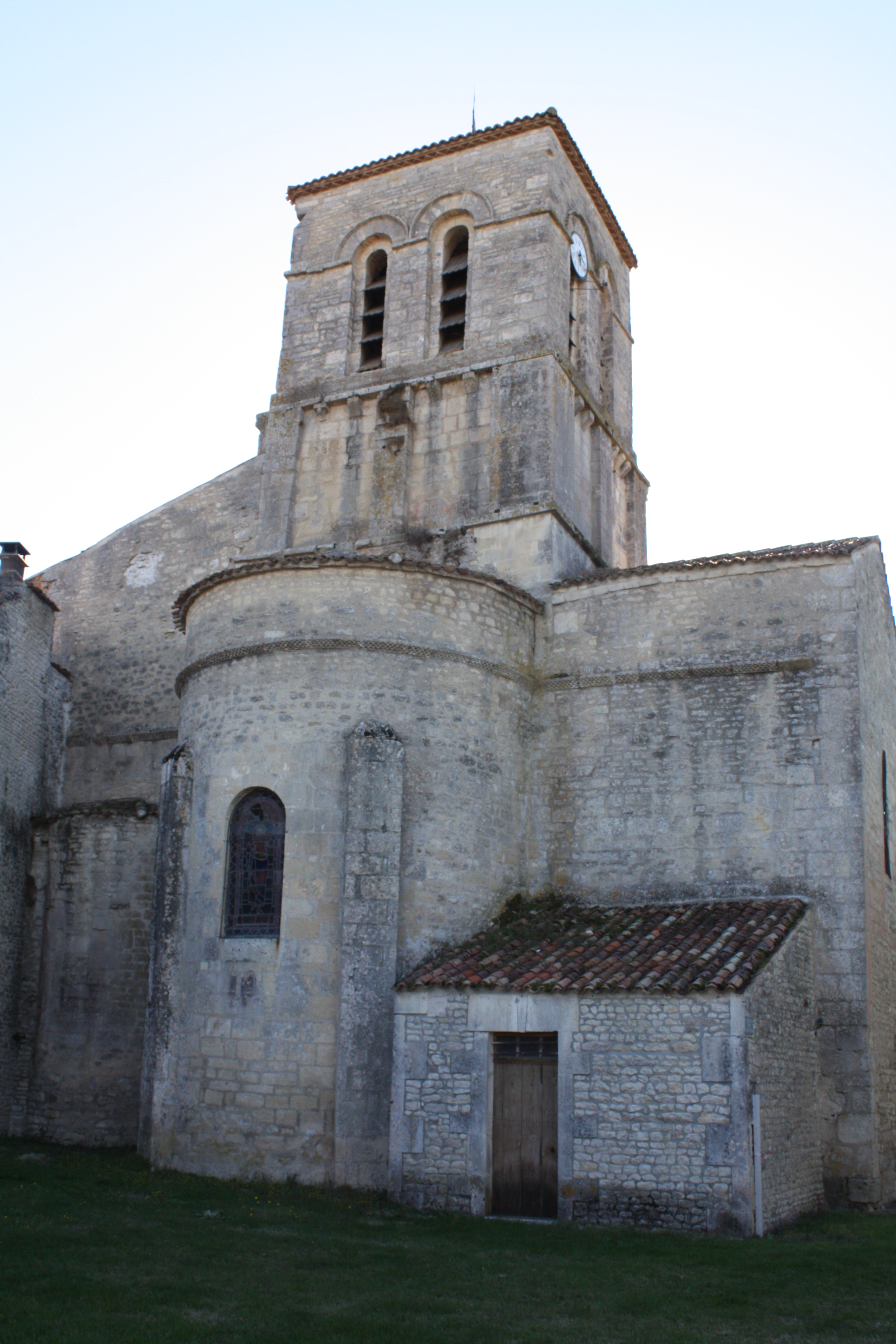
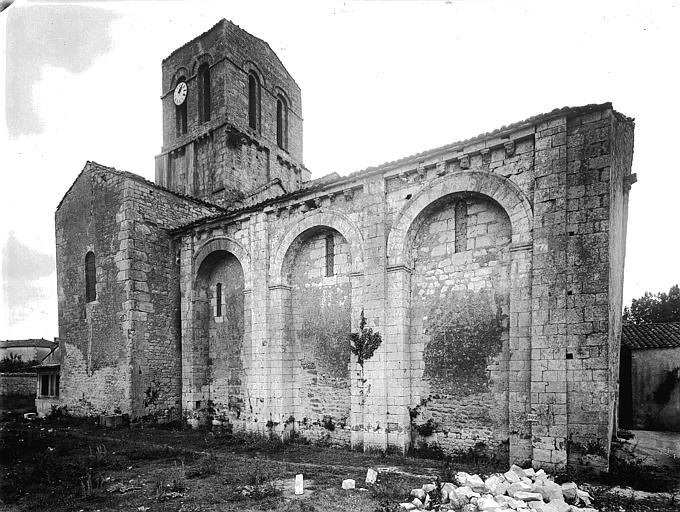
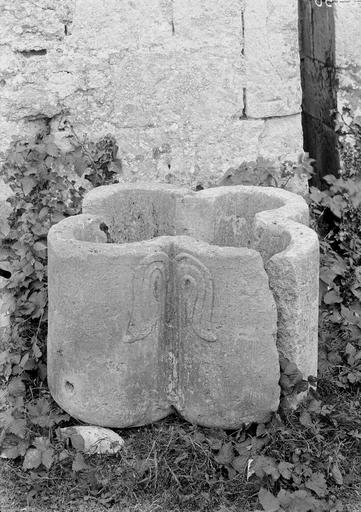
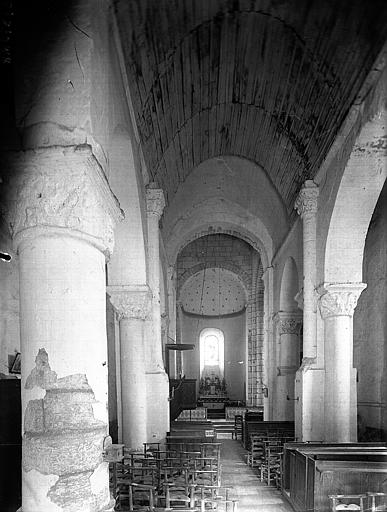
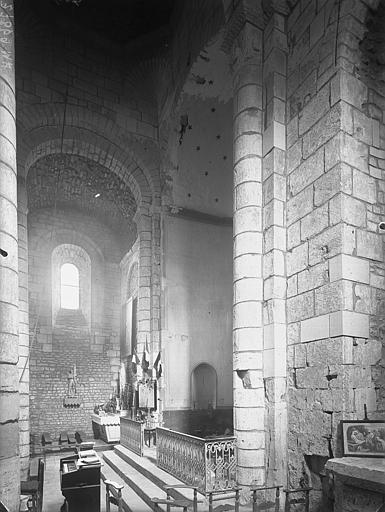